# Georg von Heßberg
Georg Wilhelm Ernst von Heßberg (* 17. Oktober 1777 auf Gut Laar; † 10. Oktober 1852 in Betzigerode) war ein kurhessischer Generalleutnant und Kriegsminister.

## Familie
Georg von Heßberg war der drittälteste Sohn des Gutsbesitzers und hessen-kasselischen Hauptmanns a. D. Ernst Ludwig von Heßberg (1738–1796) und dessen erster Ehefrau Marie Wilhelmine, geborene Goddaeus (1749–1788). Sie brachte das Gut Laar in die Ehe ein. Er selbst blieb zeitlebens unverheiratet.

## Laufbahn
Heßberg trat 1785 als Kadett in hessen-kasselischen Dienst und wurde 1798 Sekondeleutnant. Nach der napoleonischen Besetzung Kurhessens und dessen Eingliederung in das neu geschaffene Königreich Westphalen 1807 wurde er in das westphälische Heer übernommen, in dem er 1808 Premierlieutenant wurde und 1809 am Feldzug in Spanien teilnahm. 1811 wurde er Hauptmann und kurz darauf Bataillonskommandeur im 3. westphälischen Linienregiment und Aide-de-camp des Generals und Großstallmeisters Joseph Antoine Morio. Heßberg wurde am 17. April 1812 Ordonnanzoffizier des Königs Jérôme und nahm in dieser Dienststellung am napoleonischen Russlandfeldzug teil, in dem drei seiner Brüder den Tod fanden. Im März 1813 wurde er Chef der 3. Kompanie des Jägerbataillons der Garde Royale von Westphalen. Am 28. September 1813, beim ersten Angriff auf Kassel durch Kosaken des russischen Generals Alexander Tschernyschow, wurde er, wie auch der Chef der 2. Kompanie der Garde-Jäger, Capitaine Karl Ferdinand von Altenbockum, von den Kosaken gefangen genommen; die beiden konnten allerdings später auf dem Marsch nach Melsungen entkommen.
Nach der Restitution Kurhessens war er ab Ende 1813 wieder im kurhessischen Dienst und nahm an den Feldzügen 1814/15 gegen Napoleon teil.
1827 wurde Heßberg Kommandeur des Leibgarderegiments. 1829 erfolgte seine Beförderung zum Oberst, 1831 die zum Generalmajor. Am 10. April 1831 wurde er mit der Leitung des nach der Verfassung von 1831 neu eingerichteten Kriegsdepartements betraut. Am 13. Oktober 1831 wurde er nach der Ablösung seines Vorgängers Friedrich Wilhelm von Loßberg vom Kurprinzen und neuen Mitregenten Friedrich Wilhelm zum provisorischen Vorstand des Kriegsministeriums und am 17. Dezember 1831 zum wirklichen Kriegsminister berufen.
Im August 1836 nahm er, inzwischen zum Generalleutnant befördert, seinen Abschied und zog sich auf seine Güter in Betzigerode und Zwesten zurück. Sein Nachfolger als Kriegsminister wurde wiederum Friedrich Wilhelm von Loßberg.